# Swallowfield
Swallowfield er en landsby i og civil parish i Berkshire, England, omkring 8 km syd for Reading og 1,6 km nord for grænsen til Hampshire.
Sognet Swallowfield inkluderer de nærliggende landsbyer Riseley og Farley Hill, og ligger i Borough of Wokingham.
Swallowfield Park er et engelsk landhus (country house) der ligger på et gods omkring 1 km nordøst for landsbyen. Herregående er i dag ombygget til eksklusive lejligheder.
I 1300-tallet lå Beaumys Castle i landsbyen, men i 1420 blev dens jorde opdelt. Swallowfield har vært hjem for adskillige kendte mennesker, heriblandt Thomas 'Diamond' Pitt, guvernør på Fort St. George; William Backhouse, rosenkreutzisk filosof; Henry Hyde, 2. jarl af Clarendon; og i sin barndom Edward Hyde, 3. jarl af Clarendon. Mary Russell Mitford, der var en forfatter i 1800-tallet, flyttede til landsbyen, da han trak sig tilbage til sin pension, og er begravet på byens kirkegård.